# Euphyia mosulensis
Euphyia mosulensis là một loài bướm đêm trong họ Geometridae.